# 柏野智典
柏野 智典（かしの とものり、1978年7月3日 - ）は、岡山県を登録地とする競輪選手。日本競輪学校（以下、競輪学校）第88期生。師匠は本田晴美（51期）。

## 来歴
岡山県立岡山工業高等学校を経て、当時存在した、競輪学校の受験資格年齢制限（24歳未満）ギリギリの年齢で競輪学校技能試験に合格し入学。在校競走成績は41位（10勝）。
2003年7月11日、広島競輪場でデビューし初勝利を挙げた。
2012年、第63回高松宮記念杯競輪（函館競輪場　以下、函館）決勝7位。
2014年、第65回高松宮記念杯競輪（宇都宮競輪場） 決勝8位。
2015年、サマーナイトフェスティバル（函館）決勝9位。